# Манаж
Манаж (на френски: Manage) е селище в Югозападна Белгия, окръг Шарлероа на провинция Ено. Населението му е около 22 300 души (2006).